# (3494) Purple Mountain
(3494) Purple Mountain – planetoida z pasa głównego asteroid.

## Odkrycie
Została odkryta 7 grudnia 1980 roku przez obserwatorów z Obserwatorium Astronomicznego Zijinshan w Nankinie. Nazwa planetoidy pochodzi od angielskiej nazwy obserwatorium, przez które została odkryta. Wcześniej planetoida nosiła oznaczenie tymczasowe (3494) 1980 XW.

## Orbita
(3494) Purple Mountain okrążająca Słońce w ciągu 3 lat i 220 dni w średniej odległości 2,35 j.a. Planetoida należy do rodziny planetoidy Westa.